# Pakistan Navy Football Club
Maillots
Le Pakistan Navy Football Club (en ourdou : پاکستان بحریہ فٹ بال کلب), plus couramment abrégé en Pakistan Navy, est un club pakistanais de football fondé en 1948 et basé dans la ville de Karachi.
Le club appartient à la Marine pakistanaise.

## Histoire
Fondée en 1948 dans la ville de Quetta, l'équipe joue aujourd'hui ses matchs à domicile au PNS Karsaz Stadium de Karachi.
Le club fait partie des équipes fondatrices du championnat pakistanais et compte un titre national à son palmarès : la Coupe du Pakistan, remportée en 2008.
Son meilleur résultat en championnat est une 4e place, obtenue à l'issue de la saison 2009-2010.

## Palmarès
| Compétitions nationales |
| --- |
| - Coupe du Pakistan (1) : - Vainqueur : 2008. - Finaliste : 2010. - Championnat du Pakistan D2 (1) : - Champion : 2014-15. |

## Personnalités du club

### Présidents du club
- Munawar Hussain

### Entraîneurs du club
- Yasser Arafat